# Проект планировки территории
Проект планировки территории (ППТ) — документ для определённой территории, устанавливающий зоны размещения существующих объектов и их параметры, а также зоны размещения объектов, строительство которых может быть разрешено. Разрабатывается одновременно с проектом межевания территории, содержащим схему границ существующих земельных участков и границ будущих земельных участков.

## Общие понятия. Определения. Состав
ППТ разрабатывается в развитие генеральных планов населённых пунктов, или независимо от наличия генеральных планов, — на территорию квартала, микрорайона или других территорий, названных в градостроительном законодательстве «элементами планировочной структуры». ППТ содержит основные показатели, необходимые для определения инвестиционной привлекательности территории — численность населения и возможные объёмы нового строительства (жилищного, делового, социального, культурно-бытового, транспортного, инженерного). Если решение о подготовке ППТ принимается руководителем органа местного самоуправления поселения или органа местного самоуправления городского округа, ППТ утверждается органом государственной или муниципальной власти с соблюдением процедуры публичных слушаний в соответствии со статьей 46 Градостроительного кодекса РФ. ППТ, подготовленный на основании решения руководителя исполнительного органа государственной власти, обсуждению на публичных слушаниях не подлежит.
Чертёж, разрабатываемый в составе ППТ, является базой для последующих видов проектных работ.
ППТ — основа для формирования градостроительных планов земельных участков, необходимых для получения разрешения на строительство.
Понятие «ППТ» отличается от понятия «генеральный план». В отличие от генерального плана, являющегося документом с укрупненными ориентировочными показателями, ППТ — более подробный документ градостроительного регулирования, содержащий красные линии, объекты и инфраструктуру. Генеральный план поселения, в отличие от ППТ, не содержит необходимых данных для оценки возможности строительства. На основании утверждённого ППТ выдаётся градостроительный план земельного участка (ГПЗУ). ГПЗУ необходим для получения разрешения на строительство.
Сравнительная таблица сведений, содержащихся в ППТ и в генеральном плане:
|                        | Проект планировки территории (из ст. 42 ГрК РФ) | Генеральный план (из ст. 23 ГрК РФ) |
| ---------------------- | --- | --- |
| Подготавливается для … | … элементов планировочной структуры (например, для квартала) | … населённых пунктов |
| Содержит:              | - чертёж (включающий красные линии, дороги, улицы, объекты инженерной и транспортной инфраструктур, проходы к водным объектам общего пользования, границы и характеристики зон планируемого размещения объектов социально-культурного и коммунально-бытового назначения, иных объектов капитального строительства); - положения о размещении объектов капитального строительства федерального, регионального или местного значения, о характеристиках планируемого развития территории, в том числе плотности, параметрах застройки территории; - материалы по обоснованию. | - карту границ населённых пунктов (в том числе образуемых); - карту функциональных зон и параметры функциональных зон (например, этажность жилых домов), а также сведения о планируемых для размещения в них объектах социально-культурного и коммунально-бытового назначения федерального, регионального, местного значения; - материалы по обоснованию. |